# Amas de casa desesperadas
Amas de casa desesperadas es el nombre de las distintas adaptaciones realizadas de la serie estadounidense Desperate Housewives, creada por Marc Cherry. 
Buena Vista International, una compañía de The Walt Disney Company, que también es dueña de ABC (el canal por donde Desperate Housewives sale al aire en los Estados Unidos), comenzó una búsqueda por Brasil, Ecuador, Argentina y Colombia para encontrar a una productora que pudiera adaptar la serie para el mercado latino. Y en Argentina, encontraron a Pol-ka Producciones de Adrián Suar y Fernando Blanco.
La primera versión latinoamericana del fenómeno Desperate Housewives fue la versión argentina, emitido entre agosto de 2006 y enero de 2007 por Canal 13. Posteriormente se grabó la colombiana, siguiéndoles la brasileña Donas de Casa Desesperadas y la ecuatoriana. Tenían posibilidades de realizar las adaptaciones para Chile, México y Venezuela.
Por su parte, Colombia y Ecuador emiten, además de la serie norteamericana original, Amas de casa desesperadas, versión local realizada en conjunto por la compañía colombiana RCN Televisión y la ecuatoriana Teleamazonas.
En El Salvador, se han transmitido por señal abierta la 1.ª, 2.ª y 3.ª temporadas por Canal 2 de TeleCorporaciónSalvadoreña (TCS). Pero, a partir de junio de 2009, TCS la trasladó a Canal 6, transmitiéndola desde el principio. En Costa Rica, se transmite por el canal 7 (TELETICA) de televisión abierta. 
En Turquía se realizó una adaptación titulada Umutsuz Ev Kadınları y transmitida por Kanal D, se estrenó el 2 de octubre de 2011 y finalizó el 19 de junio de 2014 con 3 temporadas. 

## Versión argentina
La primera adaptación de Desperate Housewives comenzó a filmar sus exteriores el 8 de mayo de 2006. En junio del mismo año, se terminó la escenografía de las casas en el interior de los estudios de Pol-ka y el 10 de julio se inauguró el barrio Manzanares en Pilar, donde se aceleraron las grabaciones, para salir al aire en agosto por Canal 13. Los guiones estuvieron adaptados por Marcos Carnevale y la dirección fue de Marcos Carnevale y Sebastián Pivotto. El estreno ocurrió exactamente el 30 de agosto de 2006 y el ciclo fue emitido los miércoles a las 23.30, aunque su horario fue variando con el transcurso de las emisiones, finalizó el 24 de enero de 2007. Meses después se canceló la segunda temporada por la remake de El hombre que volvió de la muerte.

### Elenco
- Gabriela Toscano - Susana Martini (Susan Mayer)
- Mercedes Morán - Lía Salgari (Lynette Scavo)
- Carola Reyna - Marcia Cross (Bree Van De Kamp)
- Araceli González - Gabriela Solís (Gabrielle Solis)
- Romina Gaetani - Carla Otegui (Edie Britt)
- Cecilia Roth - Alicia Oviedo (Mary Alice Young)
- Juan Palomino - Miguel Delfino (Mike Delfino)
- Raúl Rizzo - Pablo Oviedo (Paul Young)
- Jorge Suárez - Ricardo Sherer (Rex Van De Kamp)
- Carlos Santamaría - Tomás Salgari (Tom Scavo)
- Martín Seefeld - Carlos Solís (Carlos Solis)
- Eliana González - Julieta Martini (Julie Mayer)
- Martín Piroyansky - Martín Sherer (Andrew Van De Kamp)
- Maida Andrenacci - Daniela Sherer (Danielle Van De Kamp)
- Nahuel Pérez Biscayart - René Oviedo (Zach Young)
- Rodrigo Guirao - Juan Juárez (John Rowland)
- Raul Taibo - Esteban Martini (Karl Mayer)
- Eleonora Wexler -
- Rodolfo Ranni -

## Versión colombiana
Esta versión comenzó a grabarse en octubre de 2006, poco tiempo después de que terminó de grabar  la versión argentina. Salió al aire por RCN en Colombia y por Teleamazonas en Ecuador con guiones adaptados por Ana María Parra. El elenco está formado por importantes figuras de Colombia, Ecuador, Venezuela y Argentina.
En Colombia se lanzó el 1 de octubre para unirse a la programación estelar diaria del canal RCN.
El sábado 6 de marzo se repetirá la primera temporada después de noticias de las 7.

### Protagonistas
- Ana María Orozco - Susana Martínez (Susan Mayer)
- Geraldine Zivic - Lía Yepes de Aguilar (Lynette Scavo)
- Ruddy Rodríguez - Eugenia de Koppel (Bree Van De Kamp)
- Marisol Romero - Gabriela Solís (Gabrielle Solis)
- Lorena Meritano - Verónica Villa (Edie Britt)
- Sofía Vergara - Alicia Oviedo (Mary Alice Young)
- Diego Ramos - Miguel Delfino (Mike Delfino)
- Víctor Mallarino - Pablo Oviedo (Paul Young)
- Diego Trujillo - Armando Koppel (Rex Van De Kamp)
- Julián Arango - Tomás Aguilar (Tom Scavo)
- Juan Carlos Salazar - Carlos Solís (Carlos Solís)
- Estefany Escobar - Alejandra (Julie Mayer)
- Valeria Santa - Daniela Koppel (Danielle Van De Kamp)
- Rodrigo Guirao - Juan (John Rowland)
 Los cambios en la segunda temporada son:
- Eugenia de Koppel: Carolina Gómez
- Lía Yepes: Flora Martínez.

## Versión EE. UU. (Latina)
Es la adaptación de la serie estadounidense Desperate Housewives, se emitió por Univision para el público latino de EE.UU y por TV Azteca para México.
Protagonistas
- Scarlet Ortiz - (Susan Mayer)
- Lorna Paz - (Lynette Scavo)
- Julieta Rosen - (Bree Van de Kamp)
- Ana Serradilla - (Gabrielle Solis)
- Gabriela Vergara - (Edie Britt)
- Diego Ramos - (Mike Delfino)
- Diego Bertie - (Tom Scavo)
- Ricardo Dalmacci - (Rex Van de Kamp)
- Bernie Paz - (Carlos Solis)
- Leonardo Daniel - (Paul Young)
- Lucía Méndez - (Mary Alice Young)

### Capítulos
- 01. Cuatro Amigas Y Un Funeral
- 02. Pero Por Debajo
- 03. Pequeña Linda Imagen
- 04. ¿Quién Es Esa Mujer?
- 05. Pasa, Extraño
- 06. Corriendo Para Mantenerse
- 07. Todo Lo Que Puedas Hacer
- 08. Culpable
- 09. Mentes Sospechosas
- 10. Vuelve A Mí
- 11. Seguir Adelante
- 12. Cada Día Una Pequeña Muerte
- 13. Tu Culpa
- 14. El Amor Está En El Aire
- 15. Imposible
- 16. Las Damas Que Almuerzan
- 17. No Habrá Trompetas
- 18. Los Chicos Escucharán
- 19. Vivir Solo Y Que Te Guste
- 20. No Más Miedo
- 21. Domingo En El Parque Con Jorge
- 22. Adiós Por Ahora
- 23. Un Día Maravilloso